# Battaglia di Providencia
La battaglia di Providencia chiamata anche seconda battaglia del Passo Cahuenga si svolse nel 1845 nell'area del Rancho Providencia nella San Fernando Valley a sud della California.
La battaglia fu causata dal fatto che il Messico sceglieva sistematicamente gente messicana come governatori della Alta California anziché abitanti di origine californiana. Nel 1842 il governo messicano scelse Manuel Micheltorena come governatore. I Californio non apprezzavano tuttavia questa scelta e così nel 1844 iniziarono una rivolta.
Dopo aver combattuto nei pressi di Los Angeles, Micheltorena decise di abbandonare la sua lotta. Si ritirò e Pío Pico divenne in nuovo governatore.
A dispetto di un impiego deciso dell'artiglieria nella battaglia non si registrarono perdite di vite umane.